# Inés Macpherson
Inés Macpherson (Barcelona, 1982) és una escriptora catalana. Llicenciada en Filosofia i postgrau en Gestió Cultural, ha dut a terme diferents tasques en el món editorial, com ara lectora, correctora i redactora. Es dedica a la narració oral i els temes principals de la seva obra són la ciència-ficció i la fantasia.
Com a autora, ha usat tant el castellà com el català. Va començar amb una novel·la juvenil El secreto de Lucia Morke (La Galera, 2011) i amb una versió il·lustrada de la llegenda de Sant Jordi: Santa Jordina (La Galera, 2017). També ha participat a les antologies Extraordinàries. Noves autores de l’insòlit (Males Herbes, 2020), Paper Cremat. 10 contes per a 100 anys de Ray Bradbury (Apostroph, 2020), Contes per al (des)confinament (Males Herbes, 2020), i La ciutat invisible. Vuit relats ucrònics barcelonins (Sfabula Editorial, 2022), entre d'altres antologies de contes. La seva última novel·la és Els fils del mar, publicada per Spècula.
Col·labora habitualment a La Vanguardia i a la pàgina El Biblionauta.